# Franz Joachim von Dewitz
Franz Joachim von Dewitz (* 17. Oktober 1666 in Groß Daberkow; † 9. September 1719 in Frederiksgave bei Assens) war ein dänischer General der Kavallerie und Generalgouverneur von Vorpommern und Rügen während des Großen Nordischen Krieges.

## Leben
Franz Joachim von Dewitz (Nr. 342 der Geschlechtszählung) entstammte der mecklenburgischen Linie der Adelsfamilie von Dewitz. Er war der fünfte Sohn des Hans (Henning) von Dewitz auf Groß Daberkow und dessen Frau Dorothea von Levetzow. Sein jüngerer Bruder Ulrich Otto von Dewitz (* 1671; † 1723) stieg ebenfalls in dänischen Diensten zum General auf.
Franz Joachim von Dewitz trat zunächst als Page am Hof Christians V. in dänische Dienste. Für einige Zeit war er in kaiserlichen Diensten, in denen er unter anderem 1686 an der Belagerung von Ofen teilnahm. 1688 kehrte er nach Dänemark zurück  und machte Karriere in der dänischen Armee. 1688 wurde er Leutnant im Leibregiment zu Pferd und wurde bald in das Donopsche Reiterregiment versetzt. Mit diesem kämpfte er in Irland, als der dänische  König Truppen zur Unterstützung von Wilhelm III. von Oranien entsandte. Von 1692 bis 1697 kämpfte er in einem dänischen Regiment im Pfälzischen Erbfolgekrieg in Flandern und Brabant. 1691 wurde er zum Rittmeister, 1693 zum Major und 1699 zum Oberstleutnant befördert. 1701 wurde er Oberst und Kommandeur des Holsteinischen Reiterregiments, mit dem während des Spanischen Erbfolgekriegs in Brabant kämpfte, unter anderem 1708 in der Schlacht bei Oudenaarde. Nachdem er 1706 Brigadier war, wurde er 1709 zum Generalmajor befördert.
Als Mitglied des dänischen Generalstabs beim Oberbefehlshaber Christian Detlev von Reventlow nahm er 1709/1710 am Winterfeldzug nach Schonen teil. Reventlow, der während des Feldzugs erkrankte, wurde später durch Jørgen Rantzau ersetzt. Unter dessen Oberbefehl hatte Dewitz in der Schlacht bei Helsingborg am 10. März 1710 das Kommando über den linken Flügel und nach Rantzaus Verwundung während des Rückzugs zeitweise das Oberkommando. Dewitz wurde mit dem Dannebrogorden ausgezeichnet und 1711 zum Generalleutnant befördert.
In den Jahren 1711 bis 1712 war er maßgeblich an der Ausarbeitung der Pläne für den Feldzug der Alliierten nach Pommern und Mecklenburg beteiligt. In der Schlacht bei Gadebusch führte er die dänische Kavallerie. Neben seinen militärischen Aufgaben war er auch als Diplomat aktiv, unter anderem als Abgesandter des dänischen Königs Friedrich IV. beim russischen Zaren Peter I.
Nach der Besetzung Schwedisch-Pommerns durch Dänemark und Preußen während des Pommernfeldzugs 1715/1716 wurde Dewitz am 25. Dezember 1715 zum dänischen Generalgouverneur von Vorpommern und Rügen ernannt. Am 7. Januar 1716 wurde er mit dem höchsten dänischen Orden, dem Elefanten-Orden ausgezeichnet. Im April 1716 leitete er die Belagerung von Wismar. Weitere militärische Einsätze führten ihn nach Schonen und Gotland, so dass er längere Zeit von Vorpommern abwesend war. Die Verwaltung von Vorpommern und Rügen erfolgte durch eine Provinzialregierung, als Generalgouverneur wurde Dewitz während seiner Abwesenheit von hohen dänischen Offizieren vertreten. Als Generalgouverneur war Dewitz zugleich Kanzler der Universität Greifswald.
Dewitz starb 1719 auf seinem Gut Frederiksgave bei Assens auf Fünen. Sein Nachfolger als Generalgouverneur von Vorpommern und Rügen wurde zunächst der dänische General Jobst von Scholten, bis das Land 1721 an Schweden zurückkam und wieder zu Schwedisch-Pommern wurde.

## Familie
Franz Joachim von Dewitz war verheiratet mit seiner Cousine Margarete von Levetzow (1671–1744), Tochter des Generalleutnants Hans Friedrich von Levetzow (1630–1696) auf Oxholm und der Lucia Emerentia von Brockdorff (1640–1693).